# Earias syriacana
Earias syriacana är en fjärilsart som beskrevs av Max Bartel 1903. Earias syriacana ingår i släktet Earias och familjen trågspinnare. Inga underarter finns listade i Catalogue of Life.